# Hermann Schaaffhausen

Hermann Schaaffhausen

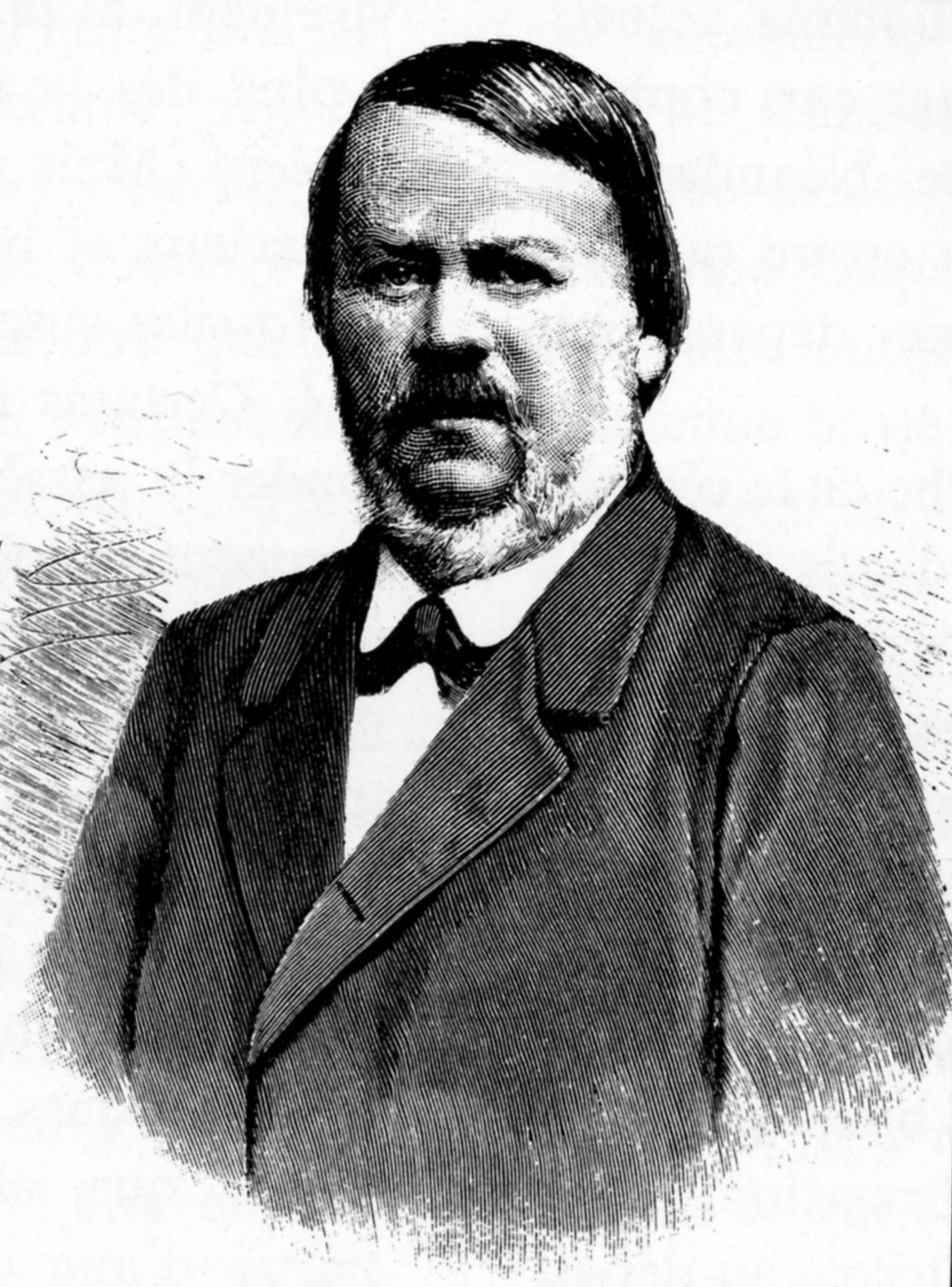
Hermann Schaaffhausen

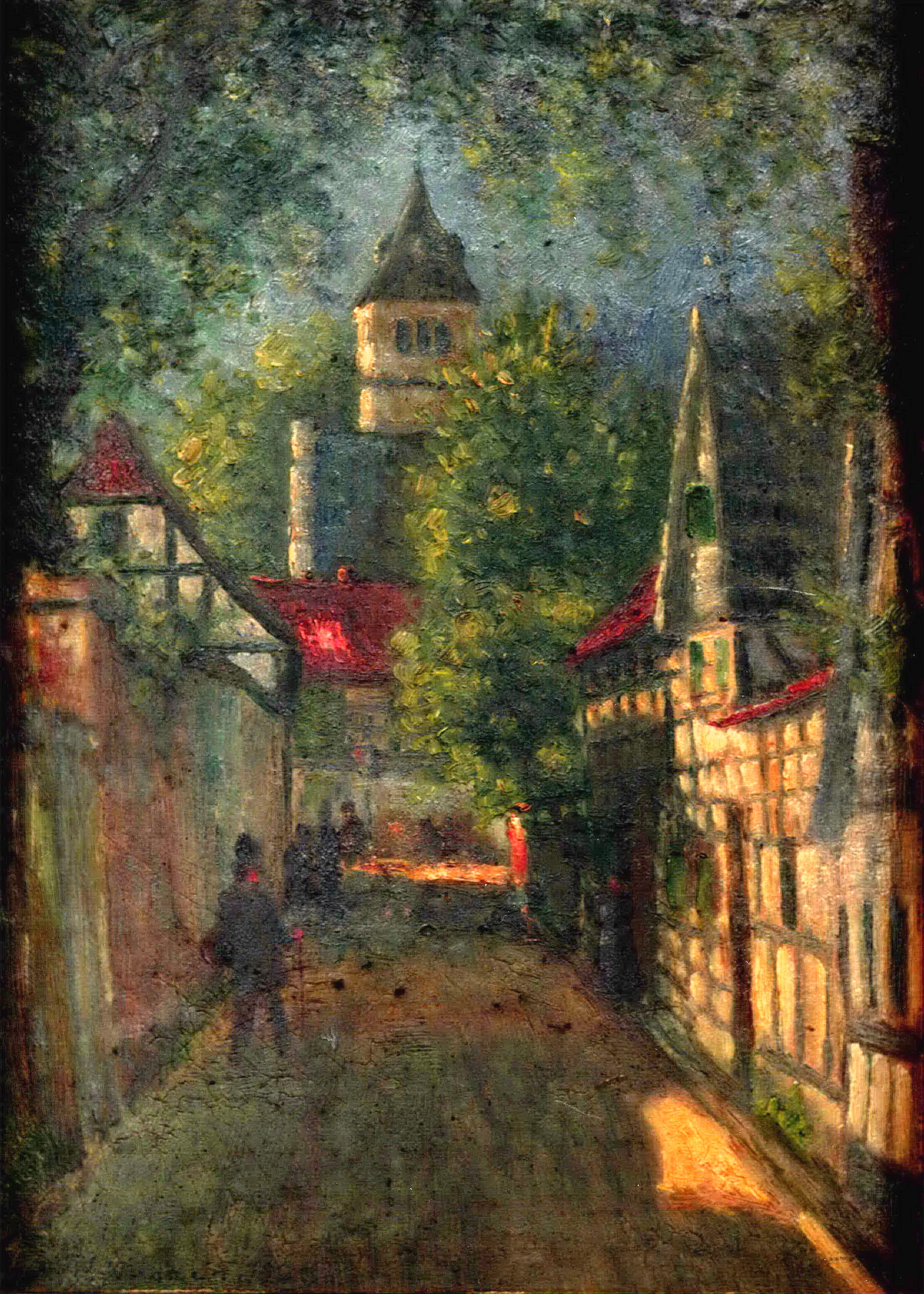
Villa Schaaffhausen Bad Honnef von der Kratzgasse gesehen
(Richard Huhnen 1923)

Hermann Schaaffhausen (* 19. Juli 1816 in Koblenz; † 26. Januar 1893 in Bonn) war ein deutscher Anthropologe und Naturwissenschaftler.

## Leben

### Studium und frühe Karriere
Hermann Schaaffhausen – Sohn des Geschäftsmannes Hubert Josef Schaaffhausen und Anna Maria Wachendorf aus Koblenz – studierte Medizin in Berlin und Bonn, bevor er sich 1844 habilitierte und im selben Jahr einem Ruf an die Bonner Universität folgte. Er lehrte die Fächer Physiologie und Anthropologie.
Schaaffhausen widmete sich insbesondere Fragen der Kulturgeographie (bzw. Humangeographie), also der Problematik des Verhältnisses von Mensch und Raum, was im Verständnis der Zeit auch Rassentheorien einschloss. Dem Thema des Verhältnisses von Naturraum und Kultur war auch ein früher Aufsatz mit dem Titel „Die Natur und die Gesittung der Völker“ gewidmet, der 1850 erschien. Auf der in Bonn abgehaltenen, 33. Versammlung deutscher Ärzte und Naturforscher trug Schaaffhausen am 24. September 1857 über „die Entwickelung des Menschengeschlechts und die Bildungsfähigkeit seiner Rassen“ vor. Ein Beobachter der Versammlung schrieb dazu in der Leipziger Illustrirten Zeitung: „Sehr interessant war der in dieser Sitzung gehaltene Vortrag des Prof. Schaaffhausen aus Bonn über die Bedeutung der Kultur in der Menschengeschichte, wobei der Redner insbeſondere die Gleichberechtigung sämmtlicher Racen zur Kultur hervorhob; in der That ein wichtiges Thema unserer Zeit!“ Die kurze Notiz im Amtlichen Bericht über die Drei und Dreissigte Versammlung Deutscher Naturforscher und Ärzte zu Bonn zu Schaaffhausen Vortrag lautete: „Professor Schaaffhausen sprach über die Entwicklung des Menschengeschlechts, die er mit Rücksicht auf den verschiedenen körperlichen und psychischen Zustand der Menschenrassen als eine allen in gleicher Weise zukommende Bestimmung hinstellte, indem er zugleich die vielverbreitete Ansicht von einer wesentlichen und unabänderlichen Verschiedenheit der Rassen zu widerlegen suchte.“ Den Angaben des Amtlichen Berichts zufolge sprach Schaaffhausen auf dieser Versammlung noch nicht im Detail über seine früher im selben Jahr gemachten Untersuchungen an dem 1856 entdeckten Neanderthaler-Schädel; sein eigener Befund („Zur Kenntniss der ältesten Rasseschädel“) erschien erst 1858 im Druck.

### Schaaffhausen und der Neandertaler
1857 untersuchte Schaaffhausen zusammen mit dem Anatomen Franz Josef Karl Mayer die Knochen des später Neandertal 1 genannten Holotypus des Neandertalers (Homo neanderthalensis) und berichtete erstmals am 4. Februar 1857 auf einer Versammlung der Niederrheinischen Gesellschaft für Natur- und Heilkunde zu Bonn in Bonn darüber. Dort zeigte er einen Gipsabdruck des von Johann Carl Fuhlrott im Neandertal bei Mettmann gefundenen Schädeldachs. Im Winter 1857 reiste Fuhlrott selbst nach Bonn, um seine Fossilien dort persönlich zu übergeben. Mayer war es wahrscheinlich, der verästelte Metallablagerungen, so genannte Dendriten, an den Knochen feststellte. Diese deuteten aus seiner Sicht auf ein hohes Alter hin. Mayer konnte sich in der folgenden Zeit aus krankheitsbedingten Gründen nicht mehr um die Funde kümmern und überließ Schaaffhausen die weitere Auswertung. Der verglich sie mit verschiedenen neolithischen Funden aus Mecklenburg, mit denen zusammen er sie „mit Wahrscheinlichkeit […] einem rohen Urvolk“ zuschrieb, „welches vor den Germanen das nördliche Europa bewohnt hat, … eine weite Verbreitung hatte … und mit der Urbevölkerung von Britannien, Irland und Skandinavien […] verwandt war“. Im Gegensatz zu Fuhlrott war Schaaffhausen jedoch nicht bereit, dem Fund ein eiszeitliches Alter zuzugestehen.
Besonders Rudolf Virchow jedoch bestritt, dass es sich bei dem Fund um einen fossilen Menschen, einen Frühmenschen handele und glaubte, die besondere Form des Knochens sei durch eine rachitische Erkrankung hervorgerufen. Es ist Hermann Schaaffhausen zu verdanken, dass das Skelett nicht nach England verkauft wurde, sondern sich heute noch im Besitz des Rheinischen Landesmuseums befindet.

### Mitbegründer des Rheinischen Landesmuseums
Schaaffhausen kann als wichtiger Mitbegründer der modernen physischen Anthropologie gesehen werden. Dies betrifft sowohl besondere Teilgebiete des Faches, wie z. B. die Paläoanthropologie, als auch die Institutionalisierung dieser Wissenschaft in Gesellschaften. Er war Mitbegründer der Deutschen Gesellschaft für Anthropologie und Mitherausgeber der Zeitschrift Archiv für Anthropologie.
Die Verteidigung des Neandertalers als besondere Menschenform kostete ihn seine akademische Karriere: So blieb er, trotz vielfältiger Eingaben an das Ministerium, bis zu seinem 50. Doktorjubiläum außerordentlicher Professor, d. h. ohne Sitz und Stimme in der Fakultät.

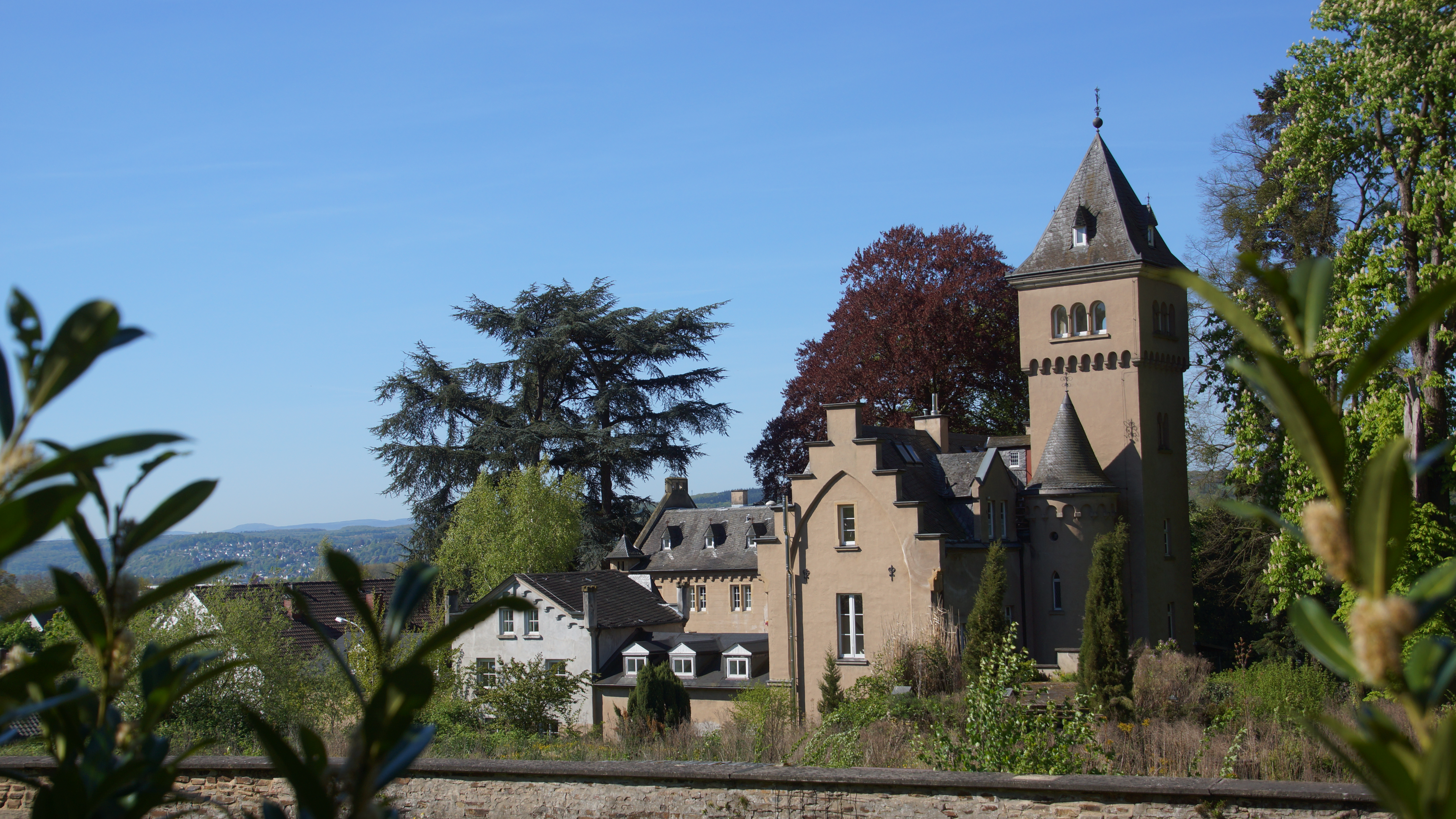
Villa Schaaffhausen, 2016

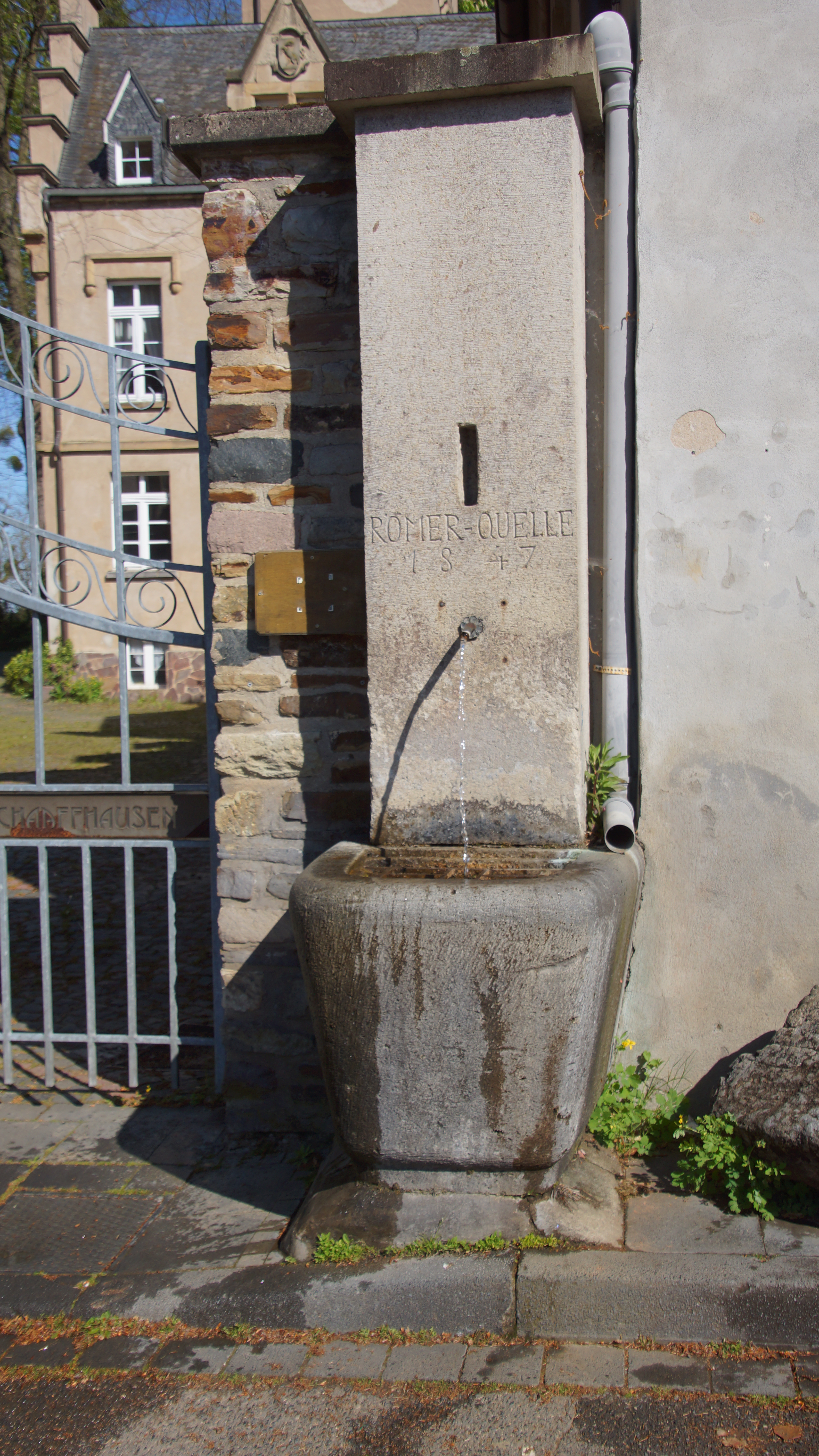
Römerquelle

Schaaffhausen war Mitbegründer des Rheinischen Landesmuseums. Er bewohnte eine großzügige Villa bei Honnef, die noch heute existiert und nach Schaaffhausens Tod von seiner Tochter der Erzdiözese Köln vermacht wurde (→ Villa Schaaffhausen). Prinz Wilhelm von Preußen war dort während seiner Bonner Studienzeit häufig zu Gast und wohnte zeitweise dort. 1876 pflanzte er selbst die „Kaisereiche“ im Garten der Villa. Nach Schaaffhausens Frau Anna wurde das Annatal im Siebengebirge benannt, in dem er die sog. Römerquelle zur Bewässerung seiner Villa errichten ließ.
1893 starb Hermann Schaaffhausen in Bonn und wurde am 29. Januar beerdigt. Sein Grab befindet sich auf dem Alten Friedhof.

## Ehrungen
Hermann Schaaffhausen war Mitglied der Gesellschaft Deutscher Naturforscher und Ärzte. Im Jahr 1873 wurde er zum Mitglied der Leopoldina gewählt. 1889 wurde er Ehrenmitglied der Berliner Gesellschaft für Anthropologie, Ethnologie und Urgeschichte.
Im Frühjahr 1864 war Schaaffhausen von der Anthropological Society (London) zum „auswärtigen Sekretär“ und von der Société d’anthropologie (Paris) zum „auswärtigen Mitgliede“ ernannt worden.

## Publikationen

### Aufsätze und Vorträge
- Ueber die Fortschritte der Naturwissenschaften, insbesondere der Physiologie. Habilitationsvortrag Universität Bonn, 19. November 1844, zuerst abgedruckt in den Anthropologischen Studien (1885), S. 20–35 Digitalisat ZB MED
- Fortschritt der menschlichen Bildung. In: Deutsche Vierteljahrs Schrift, Heft 1 (Stuttgart–Tübingen 1848), S. 1–18. Digitalisat ANNO. Wiederabdruck unter dem Titel „Der Fortschritt der menschlichen Bildung“ in den Anthropologischen Studien (1885), S. 36–51 Digitalisat ZB MED
- Die Natur und die Gesittung der Völker. In: Deutsche Vierteljahrs Schrift, Heft 1 (Stuttgart–Tübingen 1850), S. 179–228 Digitalisat ANNO. Wiederabdruck in den Anthropologischen Studien (1885), S. 52–100 Digitalisat ZB MED
- Ueber Beständigkeit und Umwandlung der Arten. In: Verhandlungen des naturhistorischen Vereines der preussischen Rheinlande, Band 10 (1853), S. 420–451 (zobodat.at [PDF]), Wiederabdruck in den Anthropologischen Studien (1885), S. 134–164 Digitalisat ZB MED
- Ueber die Verbreitung des organischen Lebens auf der Erde. In: Deutsche Vierteljahrs Schrift, Heft 1 (1854), S. 188–221 Digitalisat ANNO. Wiederabdruck unter dem Titel „Die Verbreitung des organischen Lebens auf der Erde“ in den Anthropologischen Studien (1885), S. 101–133 Digitalisat ZB MED
- Die Hautfarbe des Negers und die Annäherungen der menschlichen Gestalt an die Thierform (Ein in der Versammlung der Aerzte und Naturforscher zu Göttingen am 2. September 1854 gehaltener Vortrag). Abgedruckt in den Anthropologischen Studien (1885), S. 165–183 Digitalisat ZB MED
- Die Beziehungen der Natur zur bildenden Kunst, ein mit Rücksicht auf den Kölner Dom gehaltener Vortrag, Morgenblatt, Nr. 52 (1855), Sp. 1225–1232; Kölner Domblatt, Nr. 120. Wiederabdruck in den Anthropologischen Studien (1885), S. 205–221 Digitalisat ZB MED
- Ueber die Entwickelung des Menschengeschlechts und die Bildungsfähigkeit seiner Rassen: Vortrag von Professor Dr. Hermann Schaaffhausen in Bonn. Sonderdruck aus: Amtlicher Bericht über die 33. Versammlung deutscher Naturforscher und Aerzte in Bonn 1857 Google / Digitalisat ULB Bonn / Noch erschienen in Deutsches Museum (ed. R. Prutz), Nr. 5 (28. Januar 1858), S. 161-–172 Google. Wiederabdruck unter dem Titel „Die Entwicklung des Menschengeschlechtes und die Bildungsfähigkeit seiner Rassen“ in den Anthropologischen Studien (1885), S. 222–235 Digitalisat ZB MED
- Zur Kenntniss der ältesten Rasseschädel. In: Archiv für Anatomie, Physiologie und wissenschaftliche Medicin (= Müllers Archiv), Berlin 1858, S. 453–478 Digitalisat BDL
- Ueber den Zusammenhang der Natur- und Lebenserscheinungen. In: Amtlicher Bericht über die Vier und Dreissigte Versammlung deutscher Naturforscher und Ärzte in Carlsruhe im September 1858, Karlsruhe: Chr. Fr. Müller 1859, S. 31–37 Google (Gesamtband). Wiederabdruck in den Anthropologischen Studien (1885), S. 236–252 Digitalisat ZB MED
- Ueber den Tod (Ein am 9. März 1859 in Bonn gehaltener Vortrag). Zuerst gedruckt in den Anthropologischen Studien (1885), S. 253–273 Digitalisat ZB MED
- Ueber die Kunst, gesund zu leben (Ein in Bonn am 4. Januar 1860 gehaltener Vortrag). Zuerst gedruckt in den Anthropologischen Studien (1885), S. 274–293 Digitalisat ZB MED
- Der Kampf des Menschen mit der Natur. Ein am 1. Februar 1865 in Düsseldorf gehaltener Vortrag, Separatdruck Düsseldorf 1865 Digitalisat ULB Bonn. Wiederabdruck in den Anthropologischen Studien (1885), S. 327–354 Digitalisat ZB MED. In englischer Übersetzung erschienen unter dem Titel “The Struggle of Man with Nature” in The Anthropological Review, Band V (London 1867), S. 276–294 Google (Gesamtband)
- Natur und Leben. In: Deutsches Museum (ed. R. Prutz), Nr. 8 (23. Februar 1865), S. 241–255 Google
- Ueber den Zustand der wilden Völker. In: Archiv für Anthropologie, Band I (Braunschweig 1866), S. 161–190 Google (Gesamtband). Wiederabdruck in den Anthropologischen Studien (1885), S. 355–401 Digitalisat ZB MED
- Die Lehre Darwin’s und die Anthropologie. In: Archiv für Anthropologie, Band 3 (Braunschweig 1868), S. 259–266. Wiederabdruck in den Anthropologischen Studien (1885), S. 455–465 Digitalisat ZB MED
- Über germanische Grabstätten am Rhein, Sonderdruck aus den Jahrbüchern des Vereins von Alterthumsfreunden im Rheinlande (1868), Bonn 1868 Digitalisat ZB MED
- Ueber die Urform des menschlichen Schädels. In: Der Königlichen Rheinischen Friedrich-Wilhelms-Universität Bonn zur Feier ihres fünfzigjährigen Jubiläums am 3. August 1868, Bonn: Adolph Marcus 1868, S. 59–84 Google. Noch erschienen als Sonderdruck, Bonn 1869
- Ueber die anthropologischen Fragen der Gegenwart. In: Archiv für Anthropologie 1868. Sonderdruck des Vortrags von 1867 Google. Wiederabdruck in den Anthropologischen Studien (1885), S. 411–432 Digitalisat ZB MED
- Ueber das Zweckmässige in der Natur (Ein Vortrag gehalten in Frankfurt a. M. am 6. März 1868). In: Archiv für Anthropologie, Band III (Braunschweig 1868), S. 87–100 Google. Wiederabdruck in den Anthropologischen Studien (1885), S. 433–454 Digitalisat ZB MED
- Ueber das geistige Wesen des Menschen (Ein am 27. Dezember in Köln gehaltener Vortrag). Zuerst gedruckt in den Anthropologischen Studien (1885), S. 466–492 Digitalisat ZB MED
- Die Menschenfresserei und das Menschenopfer. In: Archiv für Anthropologie, Band IV (Braunschweig 1870), S. 245–286 Google (Gesamtband). Wiederabdruck in den Anthropologischen Studien (1885), S. 515–581 Digitalisat ZB MED
- Über die Methode der vorgeschichtlichen Forschung (Ein beim Anthropologischen Congresse in Kopenhagen am 31. August 1869 gehaltener Vortrag). In: Archiv für Anthropologie, Band V (Braunschweig 1872), S. 113–128 Google (Gesamtband)
- Ueber die Todtenmaske Shakespeare’s. In: Jahrbuch der deutschen Shakespeare-Gesellschaft (hg. Karl Elze), Jg. X (Weimar 1875), S. 26–49 Google (Gesamtband)
- Ueber den menschlichen Kiefer aus der Schipka-Höhle bei Stramberg in Mähren. In: Verhandlungen des naturhistorischen Vereines der preussischen Rheinlande, Band 40 (1883), S. 279–309 (zobodat.at [PDF]), Sonderdruck aus den Verhandlungen des Naturhistorischen Vereins der Preussischen Rheinlande und Westfalens 40, Bonn 1883 Digitalisat ZB MED
- Die Schädel aus dem Löss von Podbaba und Winaric in Böhmen. In: Verhandlungen des naturhistorischen Vereines der preussischen Rheinlande, Band 41 (1884), S. 364–379 (zobodat.at [PDF]).
- Der Schädel Schiller's. Sonderdruck aus dem Archiv für Anthropologie, Bd. 15, Suppl. (1885) Digitalisat ZB MED
- Ueber das menschliche Gebiss. In: Verhandlungen des naturhistorischen Vereines der preussischen Rheinlande, Band 43 (1886), S. 75–93 (zobodat.at [PDF]).
- Der Vegetarianismus. Ein im Gartenbau-Verein zu Bonn am 30. Juni 1886 gehaltener Vortrag. In: Verhandlungen des naturhistorischen Vereines der preussischen Rheinlande, Band 43 (1886), S. 67–74 (zobodat.at [PDF]).
- Vorwort. In: Das römische Lager in Bonn. Mit zwei Plänen. Festschrift zu Winckelmann's Geburtstage am 9. Dezember 1888. Herausgegeben vom Vorstande des Vereins von Alterthumsfreunden im Rheinlande, Bonn: Adolph Marcus 1888, S. V–XVII Digitalisat ULB Bonn

### Monographien
- De vitae viribus. Inaugural-Dissertation. Berlin: Nietack 1839 Digitalisat ULB Bonn. In deutscher Übersetzung (Ueber die Lebenskraft) erschienen in den Anthropologischen Studien (1885), S. 1–19 Digitalisat ZB MED
- Der Vorgeschichtliche Mensch. Ursprung und Entwickelung des Menschengeschlechtes. Für Gebildete aller Stände. Begonnen von Wilhelm Baer. Nach dessen Tode under Mitwirkung von Professor Dr. H. Schaaffhausen vollendet und herausgegeben von Friedrich von Hellwald. Leipzig 1874 Google
- Die anthropologischen Sammlungen Deutschlands. Verzeichniss des in Deutschland vorhandenen anthropologischen Materials. Braunschweig 1877 Google / Digitalisat ZB MED
- Die anthropologische Sammlung des Grossherzoglichen Naturalien-Cabinets im Alten Schlosse, Aufgenommen von H. Schaaffhausen im Juni 1878 und Juni 1879, o. O. 1883 Digitalisat ZB MED
- Die anthropologische Sammlung des Museums der Senckenbergischen Naturforschenden Gesellschaft und des Senckenbergischen Anatomischen Instituts, Zusammengestellt von H. Schaaffhausen, o.O 1883 Digitalisat ZB MED
- Der Schädel Raphaels. Zur 400-jährigen Geburtstagsfeier Raphael Santi's. Bonn: Max Cohen & Sohn 1883 Archive
- Anthropologische Studien. Bonn: Adolph Marcus, 1885 Digitalisat ZB MED
- Der Neanderthaler Fund. Bonn: Adolph Marcus, 1888 Digitalisat ZB MED